# Лысенко, Сергей Анатольевич
Сергей Анатольевич Лысенко (1 сентября 1976) — российский футболист, выступавший на позиции защитника. Играл в высших дивизионах России и Украины.

## Биография

### Клубная карьера
На взрослом уровне начал выступать в 16-летнем возрасте в составе дубля московского ЦСКА, в течение пяти сезонов сыграл более 90 матчей во второй и третьей лиге. За основную команду армейцев в официальных матчах так и не сыграл.
В 1996 году выступал за камышинскую «Энергию-Текстильщик». Дебютировал в высшей лиге в выездном матче первого тура против новороссийского «Черноморца», отыграв полный матч. Всего за сезон принял участие в 25 матчах высшей лиги и двух играх Кубка России, а его команда вылетела из высшей лиги.
Летом 1997 года перешёл в одесский «Черноморец». Дебютировал в чемпионате Украины 3 августа 1997 года в матче против запорожского «Торпедо», выйдя на замену на 70-й минуте вместо Виктора Мглинца. Всего сыграл в двух матчах чемпионата Украины, оба — в августе 1997 года.
После ухода из «Черноморца» прекратил выступления на профессиональном уровне. В 2001 году играл за московскую «Нику» в любительском первенстве.

### Карьера в сборной
С 1992 года призывался в сборные России младших возрастов. В 1995 году в составе юношеской сборной (до 19 лет) участвовал в финальном турнире молодёжного чемпионата мира, и забил один из голов на групповой стадии в ворота Сирии. На турнире сборная России стала четвертьфиналистом.